# Conrad Christensen
Conrad Adolf Christensen, född 25 januari 1882, död 30 december 1950, var en norsk gymnast, boxare och brottare.
Christensen tävlade för Norge vid olympiska sommarspelen 1912 i Stockholm, där han var med och tog brons i lagtävlingen i svenskt system.